# داغستانسکویه
داغستانسکویه (به لاتین: Dagestanskoye) یک منطقهٔ مسکونی در روسیه است که در شهرستان کیزلیارسکی واقع شده‌است.